# ŽOK Ub
ŽOK Ub är en volleybollklubb från Ub i Serbien. Klubben grundades 2005. 
Laget har vunnit serbiska cupen en gång (2019-2020) och serbiska supercupen gång (2020)